# Anorrhinus
Anorrhinus Reichenbach, 1849 è un genere di uccelli della famiglia Bucerotidae.

## Tassonomia
Il genere comprende le seguenti specie:
- Anorrhinus tickelli (Blyth, 1855) - bucero di Tickell
- Anorrhinus austeni Jerdon, 1872 - bucero di Austen
- Anorrhinus galeritus (Temminck, 1831) - bucero dalla lunga cresta